# Alethinophidia
De Alethinophidia zijn een infraorde van slangen die alle andere slangen omvat dan blinde slangen en draadslangen. Slangen zijn al lang gegroepeerd in families binnen Alethinophidia op basis van hun morfologie, vooral die van hun tanden. Meer moderne fylogenetische hypothesen met behulp van genetische gegevens ondersteunen de erkenning van negentien bestaande families, hoewel over de taxonomie van alethinophidische slangen lang is gedebatteerd, en uiteindelijk is de beslissing om een bepaalde clade toe te wijzen aan een bepaalde Linnaean-rang (zoals een superfamilie, familie of onderfamilie) willekeurig.

## Etymologie
De infraorde naam Alethinophidia is afgeleid van de twee oude Griekse woorden ἀληθινός (alēthinós), wat 'waarachtig, echt' betekent, en ὄφις (óphis), wat 'slang' betekent.

## Fossielen
Fossielen van Alethinophidia werden gevonden in vindplaatsen van de Wadi Milkformatie uit het Midden-Krijt (Cenomanien) van Wadi Abu Hashim, Soedan. Coniophis presenteert de wervelmorfologie vergelijkbaar met de hedendaagse Aniliidae. Twee uitgestorven families van dezelfde locatie, de Anomalophiidae en Russellophiidae, behoren ook tot de Alethinophidia. Krebsophis is de vroegste russellophiide. De familie Nigerophiidae omvat zowel de aquatische Nubianophis uit Wadi Abu Hashim en Nigerophis uit het Paleoceen van Niger. Het geslacht Eoanilius (behoort tot Aniliidae) verscheen in het Eoceen. Het kwam ook voor in het Oligoceen en het Vroeg-Mioceen.

## Taxonomie
- Superfamilie Amerophidia
  - Familie: Aniliidae Stejneger, 1907
  - Familie: Tropidophiidae Brongersma, 1951
- Superfamilie Booidea
  - Familie: Boidae Gray, 1825
- Superfamilie Pythonoidea
  - Familie: Pythonidae Fitzinger, 1826
  - Familie: Loxocemidae Cope, 1861
  - Familie: Xenopeltidae Bonaparte, 1845
- Superfamilie Uropeltoidea
  - Familie: Uropeltidae Müller, 1832
  - Familie: Cylindrophiidae Fitzinger, 1843
  - Familie: Anomochilidae Cundall, Wallach en Rossman, 1993
  - Familie: Bolyeriidae Hoffstetter, 1946
  - Familie: Xenophidiidae Wallach & Günther, 1998
  - Familie: Acrochordidae Bonaparte, 1831
  - Familie: Xenodermidae Oppel, 1811
  - Familie: Pareidae Oppel, 1811
  - Familie: Viperidae Oppel, 1811
    - Onderfamilie: Azemiopinae Liem, Marx en Rabb, 1971
    - Onderfamilie: Crotalinae Oppel, 1811
    - Onderfamilie: Viperinae Oppel, 1811

  - Familie: Homalopsidae Günther, 1864
- Superfamilie: Elapsoidea F. Boie, 1827
  - Familie: Cyclocoridae Weinell & Brown, 2017
  - Familie: Elapidae F. Boie, 1827
  - Familie: Pseudaspididae Cope, 1893
  - Familie: Prosymnidae Gray, 1849
  - Familie: Psammophiidae Dowling, 1967
  - Familie: Atractaspididae Günther, 1858
  - Familie: Pseudoxyrhophiidae Dowling, 1975
  - Familie: Lamprophiidae Fitzinger, 1843
- Superfamilie: Colubroidea Oppel, 1811
  - Familie: Colubridae Oppel, 1811
    - Onderfamilie: Sibynophiinae Dunn, 1928
    - Onderfamilie: Natricinae Bonaparte, 1838
    - Onderfamilie: Pseudoxenodontinae McDowell, 1987
    - Onderfamilie: Dipsadinae Bonaparte, 1838